# Early Birds of Aviation
A Early Birds of Aviation é uma organização devotada à história dos primeiros pilotos. Ela iniciou suas atividades em 1928, e aceitou como membros um total de 598 pioneiros da aviação (mais os irmãos Wright, que foram admitidos como membros honorários).
Os membros estão limitados àqueles que pilotaram uma aeronave (planador, balão ou avião), antes de 17 de dezembro de 1916. A data de corte de 17 de dezembro foi definida para corresponder ao primeiro voo dos irmãos Wright. O ano de 1916 foi escolhido devido ao grande número de pessoas que foram treinadas como pilotos em 1917 para a Primeira Guerra Mundial.
A organização original foi desarticulada quando o último de seus membros vivos faleceu. Isso ocorreu com a morte aos 99 anos de George Debaun Grundy, Jr. em 19 de maio de 1998. A organização atual se dedica a colher dados e publicar biografias daqueles que satisfazem a linha de corte de 1916. Existem muitos pilotos que voaram solo antes disso que nunca solicitaram se tornar membros. Alguns deles foram admitidos como "membros honorários".

## Membros
A seguir, a lista dos 598 membros aviadores (mais dois honorários):

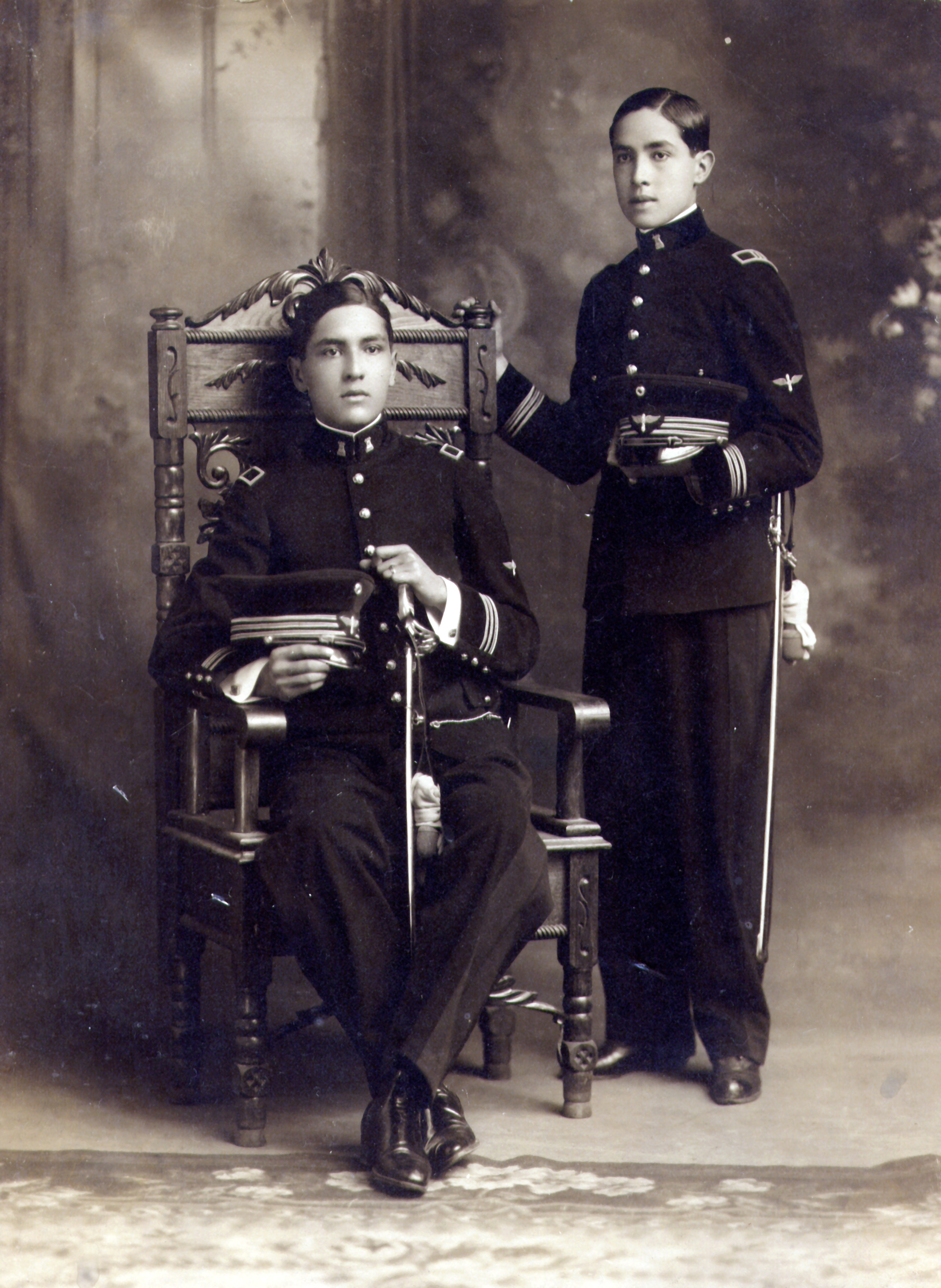
Eduardo Aldasoro Suárez e Juan Pablo Aldasoro

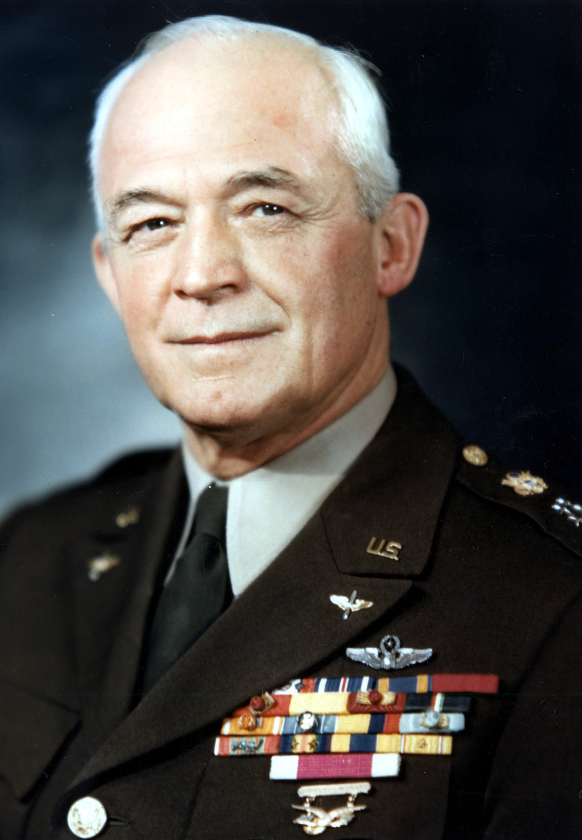
Henry Harley Arnold

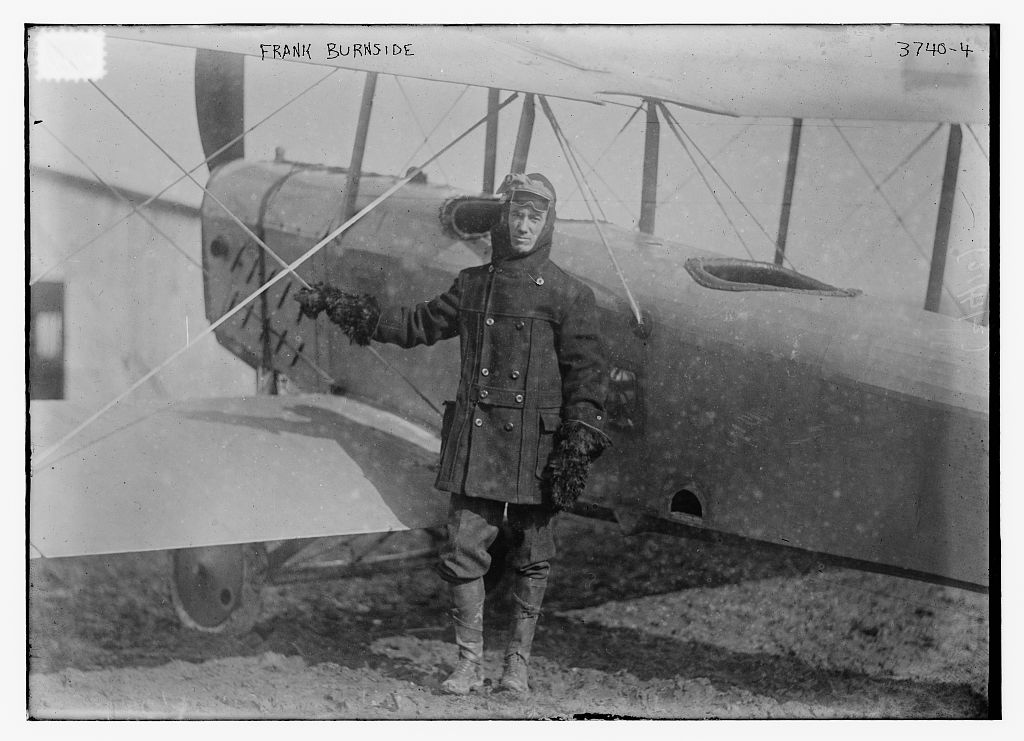
Frank Herbert Burnside em 1916

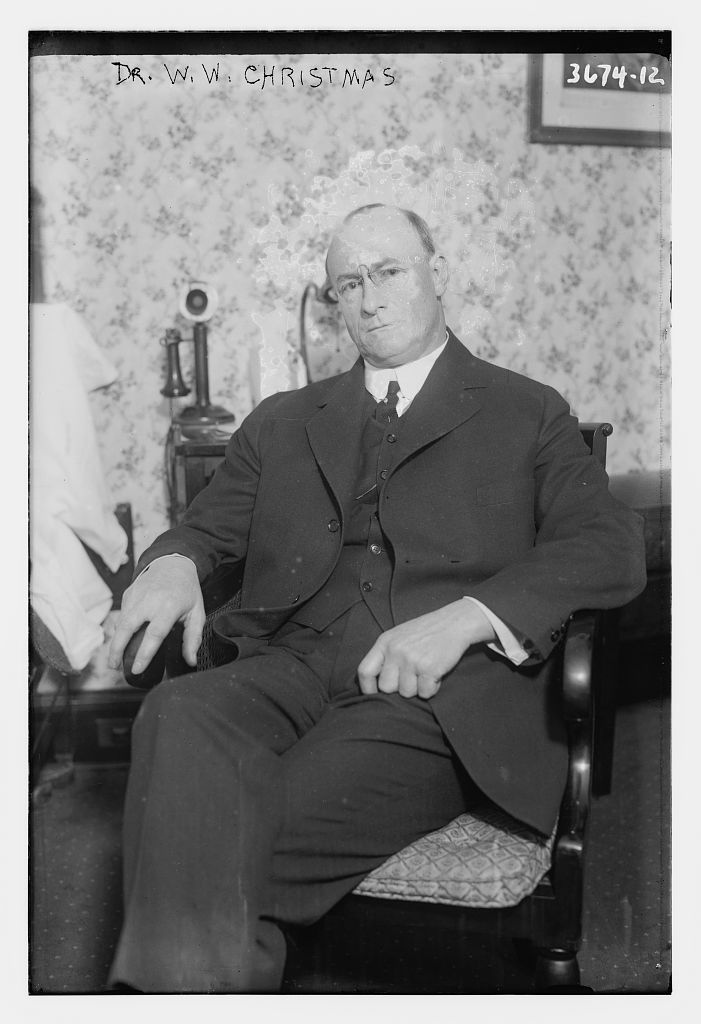
William Whitney Christmas em 1915

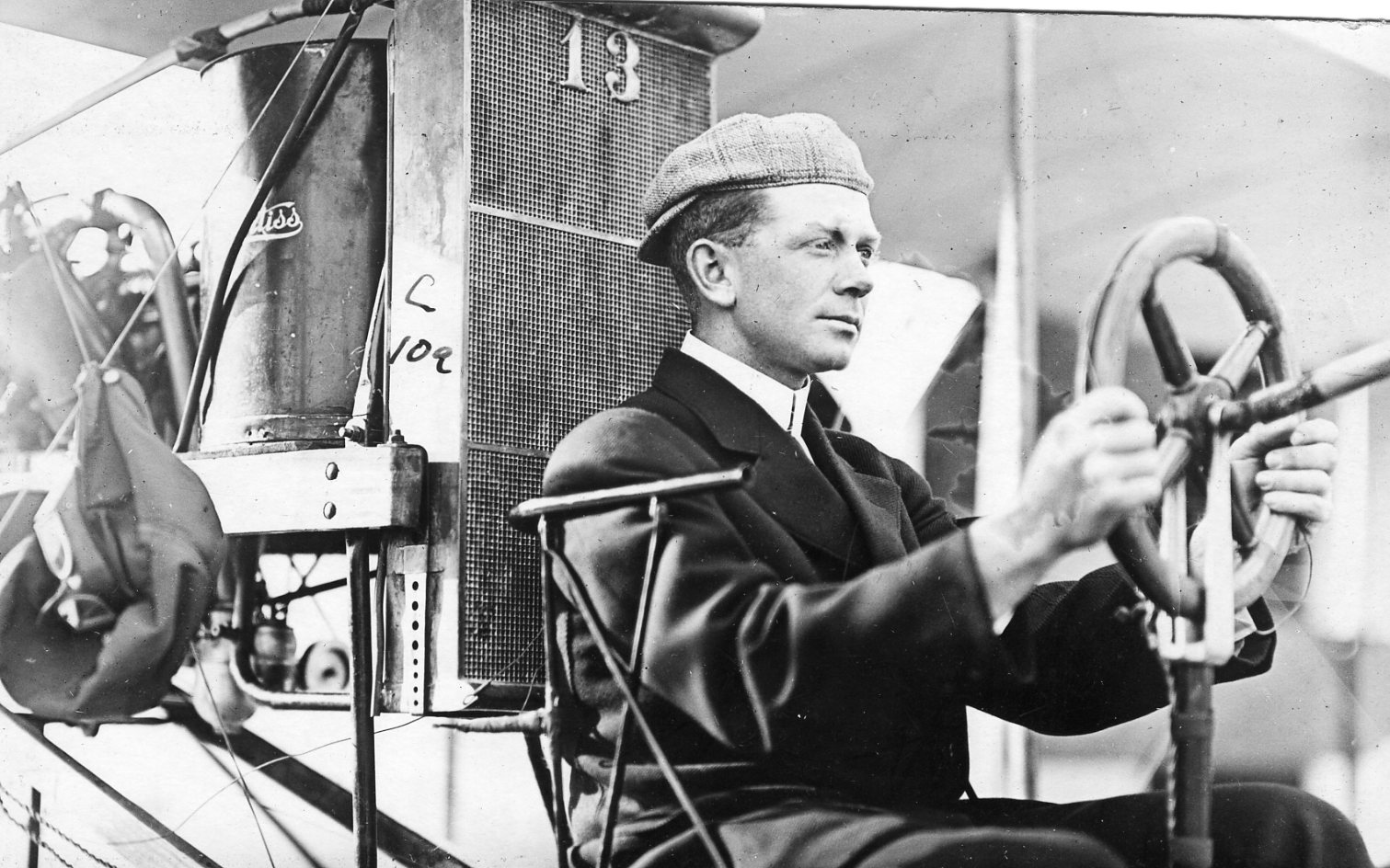
Theodore Gordon Ellyson ~1910–1915

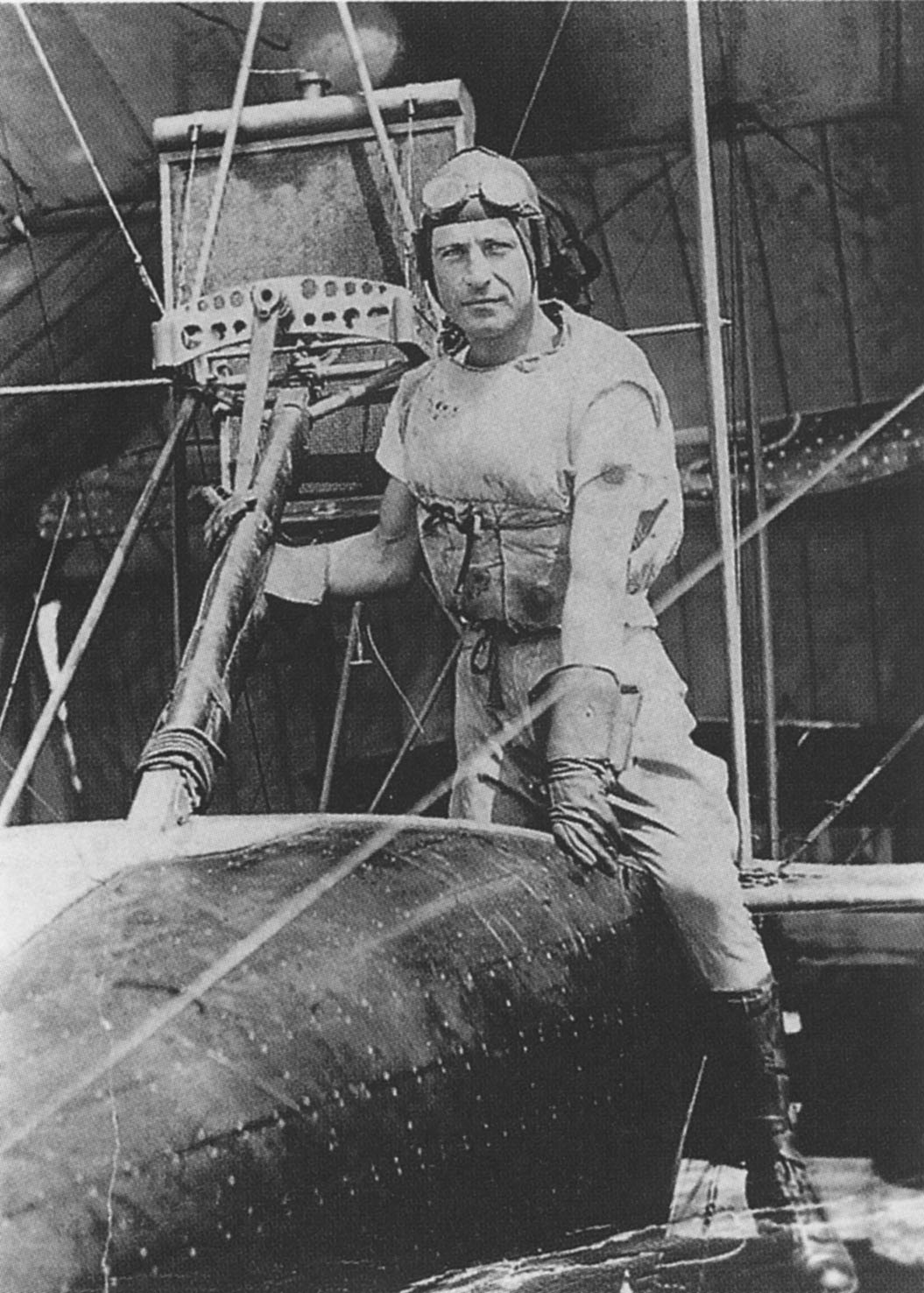
Francis Thomas Evans, Sr ~1910–1915

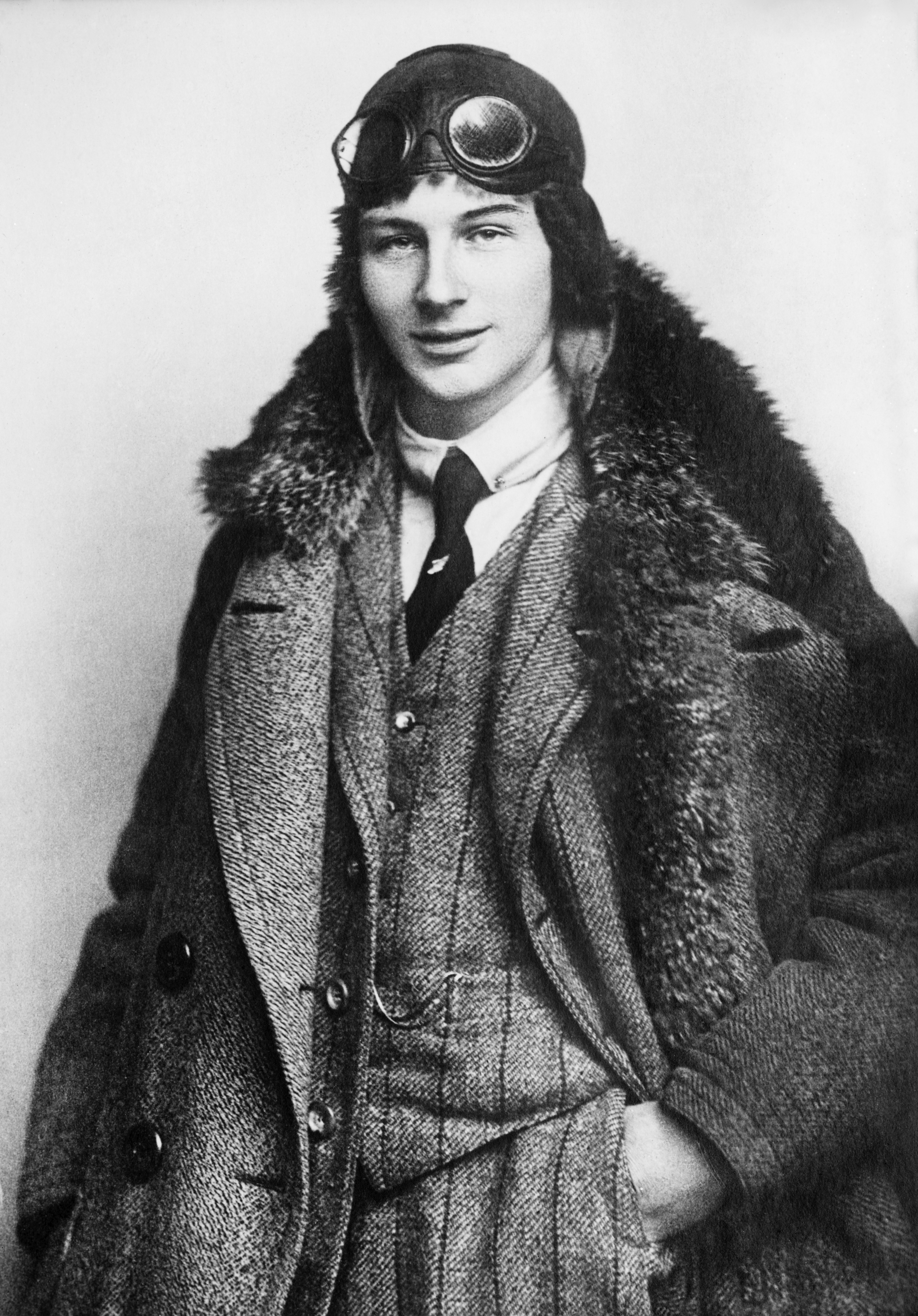
Anthony Fokker em 1912

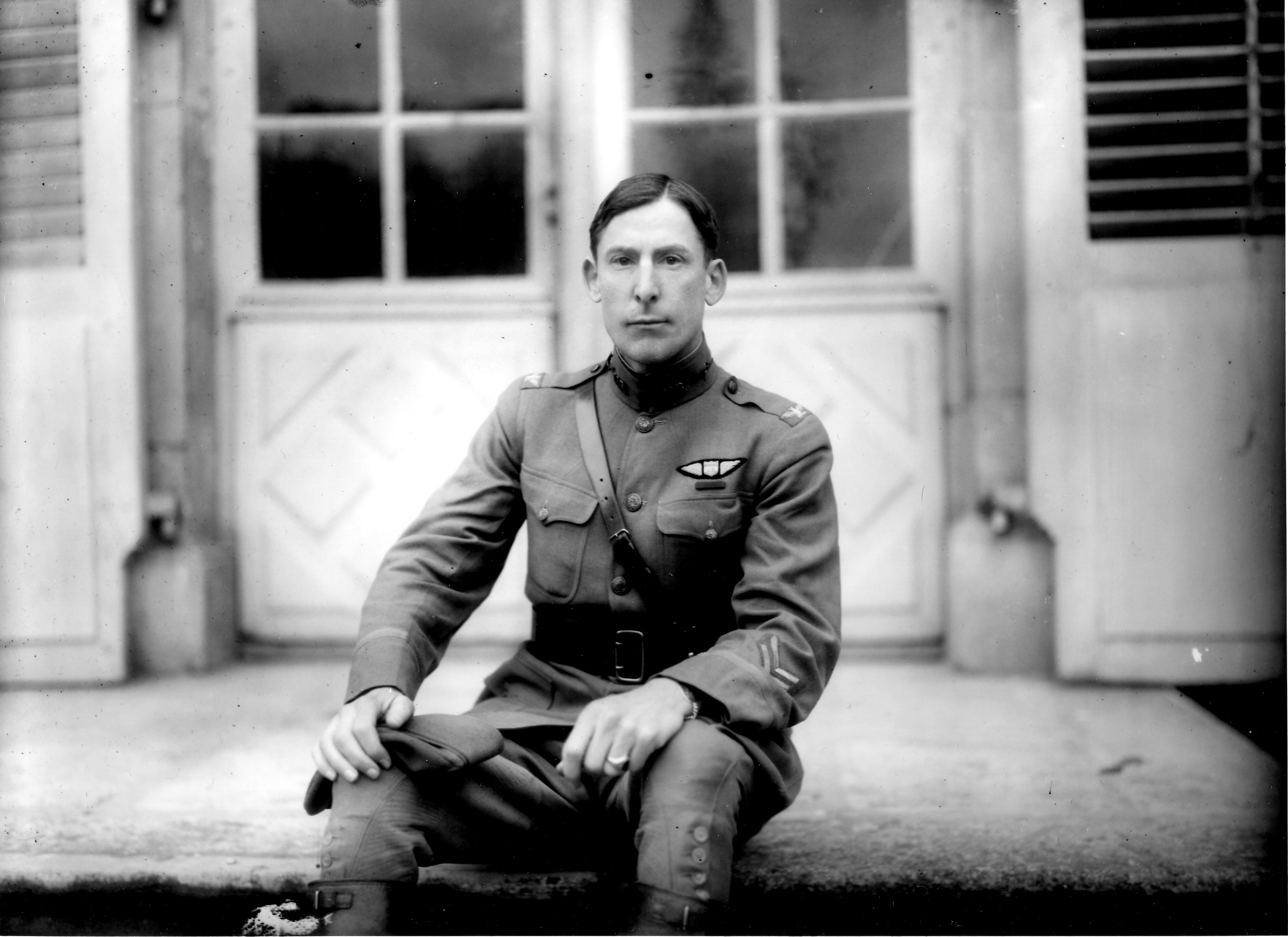
Frank Purdy Lahm em 1918

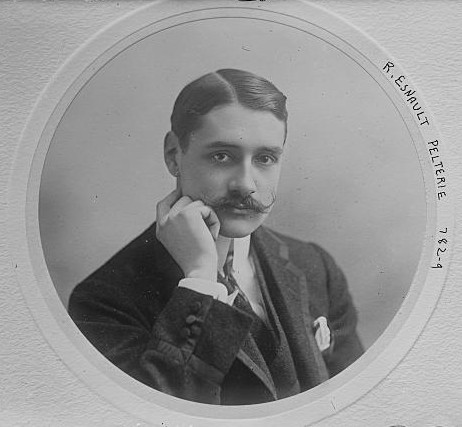
Robert Esnault-Pelterie em 1909

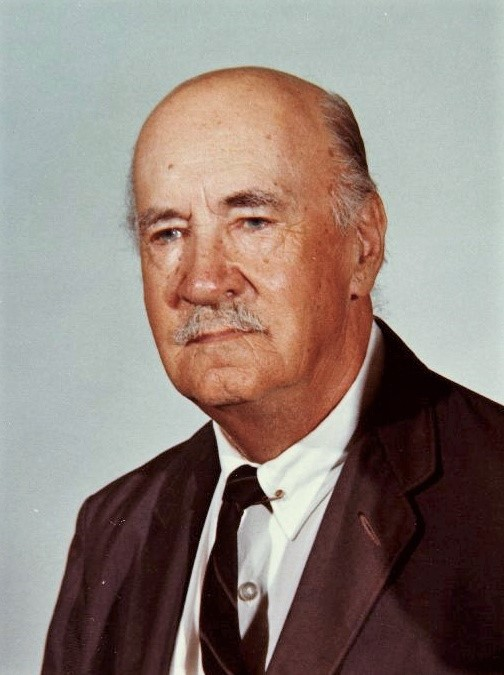
Igor Sikorsky ~1950

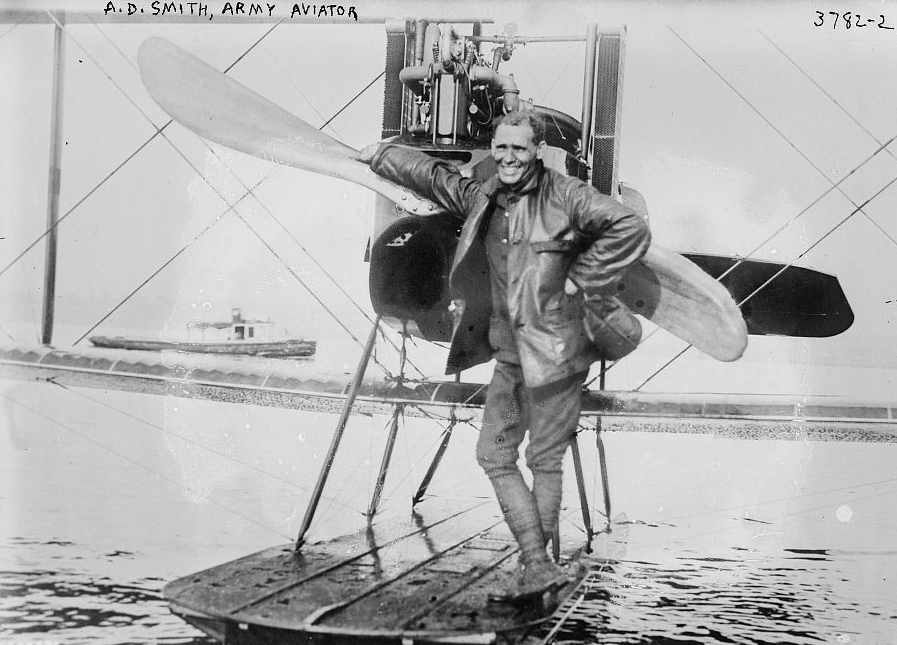
Albert Daniel Smith em 1916

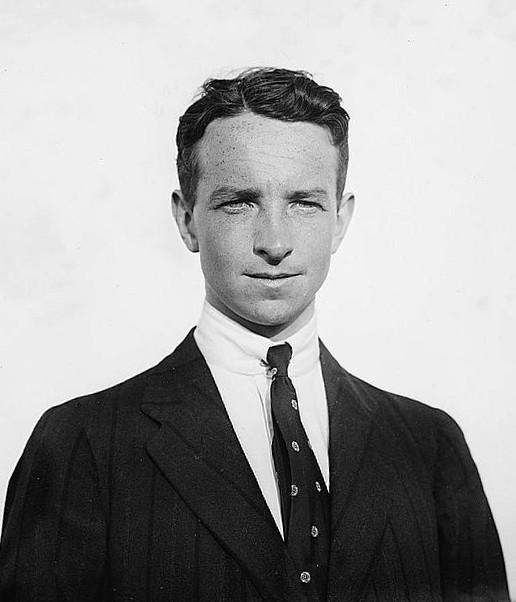
Sir Thomas Octave Murdoch Sopwith em 1911

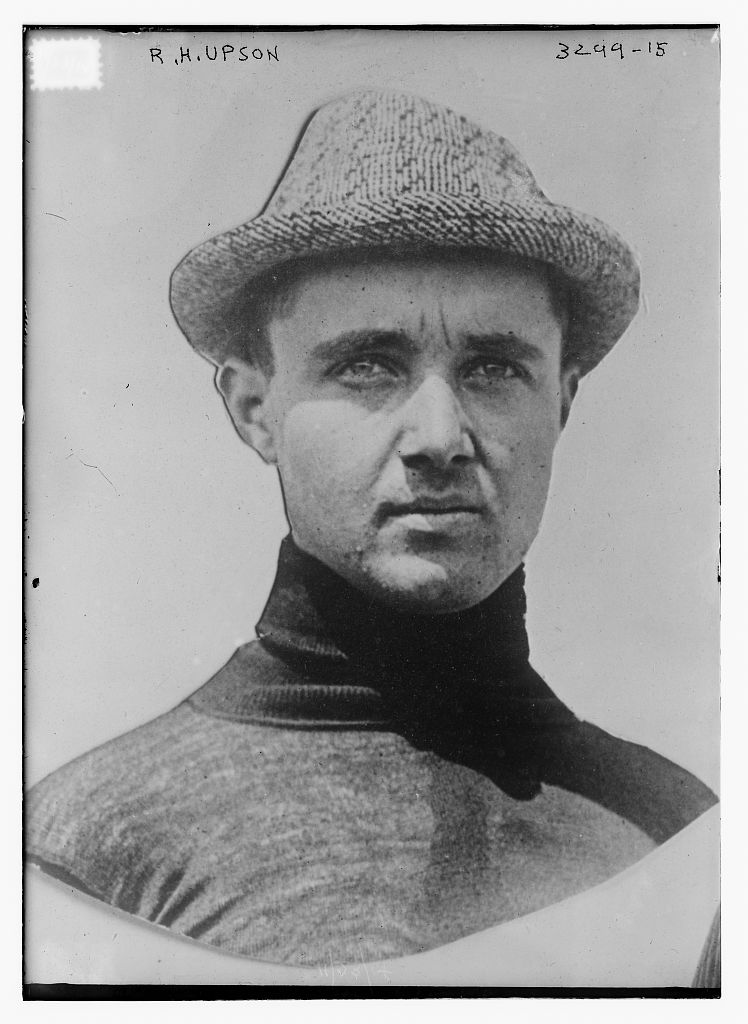
Ralph Hazlett Upson ~1913

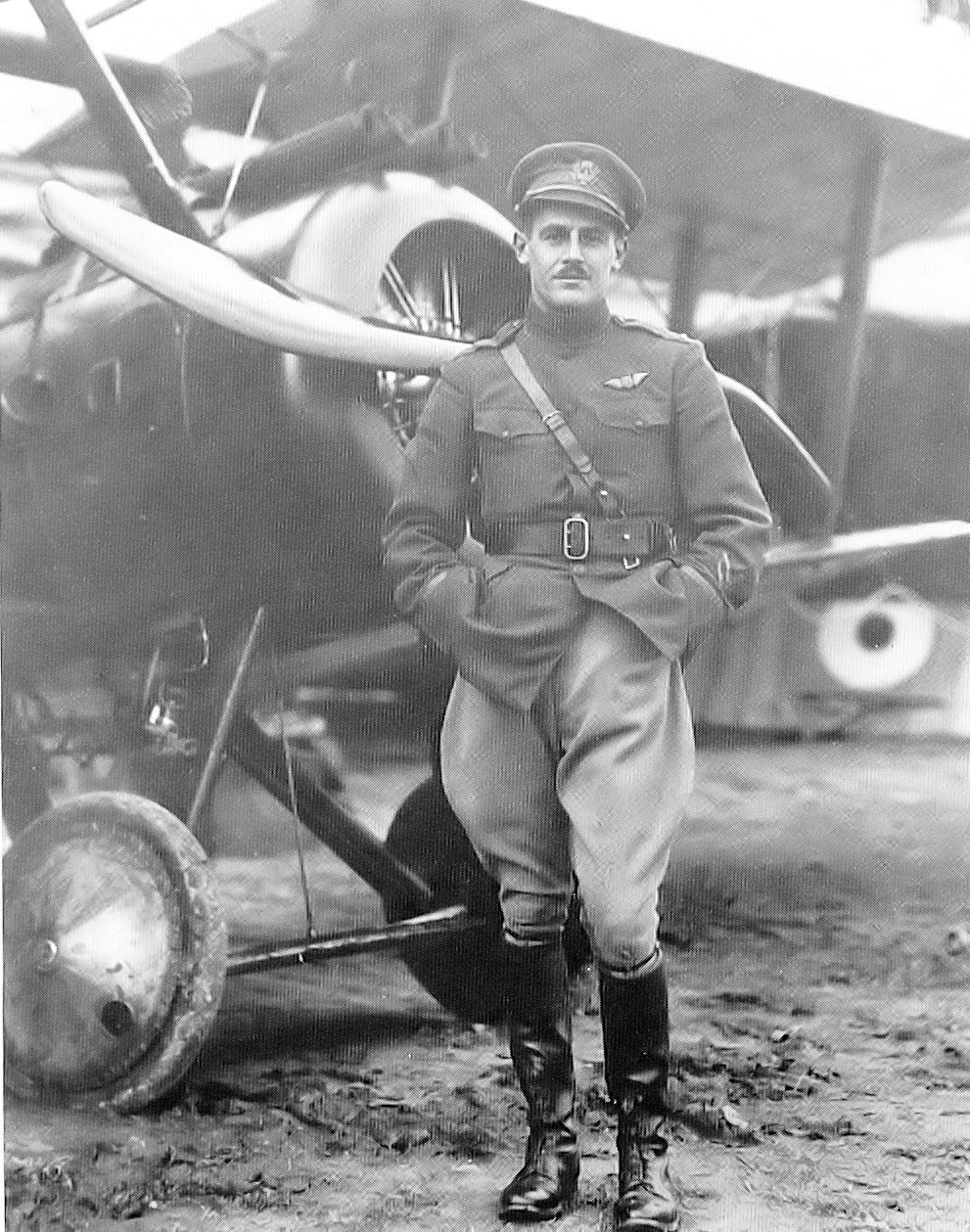
Errol Henry Zistel em 1918

1. Nicholas Rippon Abberly (1891–1983)[4]
2. Tenente Steadham Acker (1896–1952)
3. Raynold Edward Acre (1889–1966)
4. Baxter Harrison Adams (1885–1951)
5. Walter Joseph Addems (1899–1997)[1][5]
6. William Herbert Aitken (1887–1964)
7. Eduardo Aldasoro Suárez (1894–1968)
8. Juan Pablo Aldasoro (1893–1962)
9. A. Livingston Allan (1886–1954)
10. Walter E. Allen ✝
11. Malcolm Graeme Allison (1894–1984)[6]
12. Lawrence Malcolm Allison (1894–1974)
13. Francis Inman Amory (1895–1974)
14. Alex Francis Arcier (1890–1969)
15. Charles A. Arens (1895–1967)
16. Robert James Armor (1887–1972)
17. Edward Robert Armstrong (1876–1955)
18. Robert T. Armstrong (?–1936)
19. George B. Arnold (1893–1956)
20. General Henry Harley Arnold (1886–1950)
21. Arthur Cruger Aston (1897–1988)
22. William Vincent Astor (1891–1959)
23. Bert Milton Atkinson (1887–1937)
24. Harry Nelson Atwood (1883–1967)
25. Stuart Francis Auer (1898–1958)
26. Reinhardt Norbert Ausmus (1896–1970)
27. William L. Avery (?–1942)
28. Verne C. Babcock (1886–1972)
29. William Barlett Bacon ✝
30. Edgar W. Bagnell (1890–1958)
31. Frederick Walker Baldwin (1882–1948)
32. William Ivy Baldwin (1866–1953)
33. Horace Clyde Balsley (1893–1942)
34. Neil Bangs ✝
35. Horatio Claude Barber (1875–1964)
36. Floyd Edward Barlow (1889–1977)
37. Ralph Stanton Barnaby (1893–1986)
38. George E. Barnhart (1896–1962)
39. Richard Bernard Barnitz (1891–1960)
40. Rutledge Bermingham Barry (1896-1967)
41. Carl Sterling Bates (1884–1956)
42. Edmond E. Bates (1896–1982)
43. Mortimer Fleming Bates (1883–1961)
44. Carl Truman Batts (1892–1969)
45. Hillery Beachey (1885–1964)
46. George William Beatty (1887–1955)
47. Harvey Arthur Beilgard (1888-1943)
48. Frank J. Bell (1885–1957)
49. Giuseppe Mario Bellanca (1886–1960)
50. Edward Antoine Bellande (1897–1976)
51. Patrick Nieson Lynch Bellinger (1885–1962)
52. Joseph S. Bennett (?–1955)
53. Lester Frank Bishop (1889–1967)
54. Filip A. Bjorklund (1886–1967)
55. Louis Charles Joseph Blériot (1896–1936)
56. Joseph Anthony Blondin (?–1952)
57. Pierre de Lagarde Boal (1895–1966)
58. Edward R. Boland (1892–1967)
59. Joseph John Boland (1879–1964)
60. Alfred Bolognesi (1886–1972)
61. Allen F. Bonnalie (1893–1983)
62. Carl Richard Borkland (1895–1951)
63. William Bouldin III (1885–1953)
64. Overton Martin Bounds (1895–1942)
65. George Norris Boyd (1889–1981)
66. Philip Boyer (?–1950)
67. Jesse Cyril Brabazon (1885–1970)
68. John Moore-Brabazon, 1st Baron Brabazon of Tara (1884–1964)
69. Eric Thompson Bradley (1894–?)
70. Caleb Smith Bragg (1885–1943) [7]
71. Fred H. Brauninger (1887–1950)
72. Homer Ludwig Bredouw (1896–1950)
73. Louis Charles Breguet (1880–1955)
74. Lewis Hyde Brereton (1890–1967)
75. George Howard Brett (1886–1963)
76. Bruno Brevonesi ✝
77. Georgia Broadwick (1893–1978)
78. Walter Lawrence Brock (1885–1964)
79. William S. Brock (1895–1932)
80. Walter Richard Brookins (1889–1953) [8]
81. John B. Brooks (1891–1975)
82. Gerald Evan Brower (1893–1941)
83. Harold Haskell Brown (1872–1950)
84. Harry Bingham Brown (1883–1954) [9]
85. Lawrence W. Brown (?–1945)
86. Ralph Myron Brown (1893–1977)
87. W. Norman Brown (?–1976)
88. Harry Augustine Bruno (1893–1978)
89. John C. Bryan (?–1932)
90. Mahlon P. Bryan (?–1932)
91. Alys Harrison McKey Bryant (1880–1954)
92. Frank M. Bryant (?–1957)
93. Gilbert George Budwig (1895–1978)
94. Walter R. Bullock (1899–1986)
95. Vernon Lee Burge (1888–1971)
96. Vincent Justus Burnelli (1895–1964)
97. Arthur C. Burns (1892–1970)
98. Frank Herbert Burnside (1888–1935)
99. Paul Verdier Burwell (1891–1955)
100. Jeanette Doty Caldwell (1895–1971)
101. John Lansing Callan (1886–1958)
102. Buel Heath Canady (1893–1986)
103. Leon Errol Canady (1887–1978)
104. Joseph Eugene Carberry (1887–1961)
105. Norbert J. Carolin (?–1963)
106. Walter J. Carr (1896–1970)
107. Philip A. Carroll (?–1957)
108. Ralph Bigelow Carter (1896–1984)[10]
109. Verne Carter (1893–1964)
110. Joseph Lee Cato (1888–1965)
111. Clyde Vernon Cessna (1879–1954) da Cessna Aircraft Company
112. Alfred Noblet Chandler (1889–1954)
113. Charles deForest Chandler (1878–1939)
114. Carleton G. Chapman (1896–1971)
115. Arthur Reed Christie (1890–1964)
116. William Whitney Christmas (1865–1960)
117. Harry Peter Christofferson (1884–1968)
118. Everitt Vail Church (?–1951)
119. George Russell Clark (1894–1976)
120. Virginius Evans Clark (1886–1948)
121. Armand Walter Claverie (1896–1993)
122. W. R. Clinger (?-1935)
123. Frank Trenholm Coffyn (1878–1960)[11]
124. Stewart Wellesley Cogswell (1891–1956) conhecido como Stewart Andrew Cogswell
125. Clarence Blair Coombs (1888–1944)
126. John D. Cooper (?–1936)
127. Harry Depew Copland (1896–1976)
128. Frank T. Courtney (1894–1982)
129. Parker Dresser Cramer (1896–1931)
130. Harvey Crawford (1889–1971)
131. Harry Bolton Crewdson (1881–1956)
132. William Redmond Cross (1874–1940)
133. Kent Crowell (?–1955)
134. Howard Paul Culver (1893–1964)
135. Alfred Austell Cunningham (1881–1939)
136. John J. Curran (?–1966)
137. John Francis Curry (1886–1973)
138. Greely Stevenson Curtis, Jr. (1871–1947)
139. Glenn Hammond Curtiss (1878–1930)
140. Levitt Luzerne Custer (1888–1962)
141. John B. Daniell (?–1964)
142. Herbert Arthur Dargue (1886–1941)
143. Earl Stanley Daugherty (1887–1928)
144. Howard Carl Davidson (1926–1998)
145. Stuart V. Davis (?–1955)
146. Walter C. Davis, Sr. (?–1952)
147. Frederick Trubee Davison (1896–1974)
148. Charles Healy Day (1884–1955)
149. Curtiss LaQ. Day (1895–?)
150. Antonio Sanche de Bustamente, Jr. (1886–1951)[12]
151. Luis de Florez (1889–1962)
152. Clarence Adair Degiers (1888–1987)
153. Dana Chase DeHart (1886–1975)
154. Fred Korstad DeKor (1878–1964)
155. Raphael Sergius De Mitkiewicz (1884–1946)
156. William Austin Denehie (1891–1974)
157. Richard Henry Depew, Jr. (1892–1948)
158. Lionel H. DeRemer (1889–1962)
159. Jean Francis DeVillard (1882–?)
160. Fairman Rogers Dick (1885–1976)
161. Charles Dickinson (1858–1935)
162. William C. Diehl (1891–1974)
163. Ralph Clayton Diggins (1887–1959)[13]
164. William E. Doherty
165. Charles H. Dolan II
166. Charles Dollfus (1893–1981)
167. John Domenjoz (1886–1952)[14]
168. Burton McKendrie Doolittle (1897–1990)
169. Henry Dora (?–1977)
170. Raymond E. Dowd (?–1948)
171. Carl H. Duede (1886–1956)
172. David Earle Dunlap (1896–1957)
173. James Leo Dunsworth (1887–1956)
174. Francis Victor Dupont (1894–1962)[15]
175. Warren Samuel Eaton (1891–1966)
176. Herman Anthony Ecker (1888–1969)
177. Samuel B. Eckert (1884–1973)[16]
178. Coronel John P. Edgerly (1888–1982)
179. Gustav J. Ekstrom (1895–1968)
180. Frank H. Ellis (1896–1979)
181. Theodore Gordon Ellyson (1885–1928)
182. Albert Elton (1888–1975)[17]
183. Raffe Emerson (1880–1962)
184. Albert John Engel (1879–1978)
185. LeRoy M. Ennis (1893–1978)
186. Louis G. Erickson (?–1946)
187. Comodoro Frithiof Gustaf Ericson (1880–1941)
188. Robert Esnault-Pelterie (1881–1957)
189. Capitão Jonathan Dickinson Este (1887–1962)[18]
190. Francis Thomas Evans, Sr. (1886–1974)
191. W. Hendrick Evers
192. Henri Fabre (1882–1984)
193. Elisha N. Fales (1887–1970)
194. Charles L. Fay
195. Louis A. Fenouillet (?–1943)
196. Harry Ferguson (1884–1960)
197. Major Paul Lee Ferron (1888–1956)
198. Farnum Thayer Fish (1896–1978)
199. Sheplar Ward FitzGerald (1884–1953)
200. Maximilian Charles Fleischmann (1877–1951)
201. Anton Herman Gerard Fokker (1888–1939)
202. Harry H. Ford (?–1969)
203. Joseph Roswell Forkner (1892–1968)
204. Benjamin Delahauf Foulois (1879–1967)
205. Heraclio Alfaro Fournier
206. Harold S. Fowler (1887–1957)
207. Robert Grant Fowler (1884–1966)
208. Roy Newell Francis (1886–1952)
209. Joseph Frantz (1890–1979)
210. William Yates Fray (1882–1968)
211. John F. Freund (?–1932)
212. Arthur Theodore Frolich (1892–1936)
213. Donald Frost (?–1950)
214. John Frost (1883–1945)[19]
215. Rutherford Fullerton (1880–1952)
216. John Rudolph Gammeter (1876–1957)
217. Harry Gantz
218. Paul Edward Garber (1899–1992)[20]
219. Ben Garrison
220. Ivan Rhuele Gates (1890–1932)
221. George Gay (aviator)
222. Louis H. Gertson
223. William W. Gibson
224. George S. Gillespie (1889–1975)
225. Edgar Allen Goff, Jr. (1896–1989)
226. Frank W. Goodale (1889–1948)[21]
227. Lewis Edward Goodier, Jr. (1885–1961)
228. Donald H. Gordon
229. Edgar S. Gorrell
230. Harry T. Graham (1874–1952)
231. Charles H. Grant
232. Rudolph R. Grant
233. Harry D. Graulich (1896–1968)
234. George A. Gray
235. John F. Gray
236. William Greene (aviador)
237. David Gregg (aviador)
238. Michael Gregor (1888–1953)
239. George Debaun Grundy, Jr. (1898–1998)[1]
240. Emil Gustafson
241. Clifton Overman Hadley (1877–1963)[22][23]
242. Ernest C. Hall (1897–1972)
243. George Eustace Amyot Hallett (1890–1982)
244. Garnet Roy Halliday (1891–1955)
245. Thomas Foster Hamilton (1894–1969)
246. Lee Hammond
247. Stedman Shumway Hanks (1889–1979)
248. Thomas J. Hanley
249. Tenente General Millard Fillmore Harmon, Jr. (1888–1945)
250. William Harper, Jr.
251. Helen Hodge Harris (1893–1967)
252. Arthur J. Hartman (1888–1970)
253. Harold Hartney (1888–1945)
254. Bert Raymond John Hassell (1893–1974)
255. Charles Edward Hathorn (1879–1955)
256. William E. Haupt
257. Beckwith Havens
258. Comandante Willis Bradley Haviland (1890–1944)
259. Alan Ramsay Hawley (1864–1938)
260. Jack W. Heard
261. Edward Bayard Heath
262. Andrew Hallenbeck Heermance (1895–1984)
263. Leo G. Heffernan
264. Howard J. Heindell
265. Albert Sigmund Heinrich (1889–1974)
266. Arthur O. Heinrich (1887–1958)
267. John C. Henning
268. Charles A. Herrman
269. Charles E. Hess
270. Eugene Heth
271. William A. Hetlich, Jr.
272. Robert Penrose Hewitt (1894–1953)[24]
273. John E. Hickey
274. Frederick C. Hild (1890–1963)
275. Erik Hildes-Heim (1894–1983)
276. Stanley Hiller, Sr. (1924–2006)
277. Edward F. Hinkle
278. Melvin Wyman Hodgdon (1896–1980)
279. Russell F. Holderman (1895–1981)
280. Edward Henry Holterman
281. Max Holtzem
282. Frederick Adam Hoover (1887–1981)
283. Orton W. Hoover (1891–1958)
284. Clarence F. Horton (?–1964)
285. Frederick Edgar Hummel (1896–1975)
286. Frederick Erastus Humphreys (1883–1941)
287. Howard Huntington
288. Joseph Raymond Hutchinson (1886–1975)
289. Leslie Leroy Irvin (1895–1966)
290. Edwin Kenneth Jaquith (1892–1984)
291. William C. Jenkins
292. Shakir Saliba Jerwan (1881–1942)
293. Christian Johanssen
294. Major General Davenport Johnson (1890–1963)
295. Edward A. Johnson
296. Frank H. Johnson
297. James M. Johnson
298. Louis Johnson
299. Robert R. Johnson (1891–1959)[25]
300. Victor G. Johnson
301. Walter E. Johnson
302. Archibald B. Johnston (?–1950)
303. Byron Quinby Jones (1888–1959)
304. Ernest LaRue Jones (1882–1955)
305. Harry M. Jones
306. Assen Jordanoff (1896–1967)
307. J. William Kabitzke
308. John G. Kaminski
309. Harold Dewolf Kantner (1886–1973)
310. Frank T. Kastory, Sr. (1883–1966)[26]
311. Victorin Katchinsky (1891–1986)
312. Horace P. Keane
313. George Martin Keightley (1886–1967)
314. Edward A. Kelly
315. Ralph B. Kennard
316. Frank M. Kennedy
317. Walter G. Kilner (1888–1940)
318. Leo B. Kimball (1896–1977)
319. Wilbur R. Kimball (1863–1940).[27]
320. Ralph Mason Kinderman (1887–1969)
321. Bertell Wadsworth King (1887–1968)
322. Jerome Kingsbury (?–1945)
323. James L. Kinney (?–1976)
324. Roy Carrington Kirtland (1874–1941)
325. Daniel Kiser (?–1934)
326. Augustus Roy Knabenshue (1875–1960)
327. Roland S. Knowlson (1893–1957)
328. Alfred Koenig
329. August Karl Koerbling (1894–1970)
330. Esten Bolling Koger (1881–1941)
331. Edward Albert Korn (1888–1980)
332. James S. Krull
333. Carl T. Kuhl
334. John K. LaGrone
335. Frank Purdy Lahm (1877–1963)
336. Emil Matthew Laird
337. Dean Ivan Lamb
338. Albert Bond Lambert
339. Cabo William Antony Lamkey (?–1963)
340. Jean Marie Landrey (1888–1956)
341. Boyd Latham (?–1961)
342. Ruth Bancroft Law (1887–1970)
343. Frank W. LaVista
344. Oliver Colin LeBoutillier (1894–1983)
345. E. Hamilton Lee (1892–1994)
346. Robert Edward Lee (1886–1973)
347. Walter Edwin Lees (1887–1957)
348. Bruce Gardner Leighton (1892–1965)
349. Willy Lenert (1885–1968) conhecido como Willie Lenert of Michigan
350. Lawrence Leon
351. Lawrence J. Lesh (1892–1965)
352. Samuel C. Lewis
353. Goethe Link (1879–1980)
354. Walter J. Lissauer
355. Allan H. Lockheed (1889–1969)
356. Grover C. Loening
357. Albin K. Longren
358. Flavius E. Loudy
359. Israel Ludlow (1873–1955)
360. Theodore C. Macauley
361. Leslie C. MacDill
362. Charles S. MacDonald
363. Robert Francis MacFie (1881–1943)
364. Kenneth Marr
365. James Cairn Mars (1875–1944)
366. Richard C. Marshall
367. Glenn L. Martin
368. Harold S. Martin
369. James Vernon Martin (1885–1956)
370. Didier Masson (1886–1950)
371. William A. Mattery (?–1960)
372. Hiram Percy Maxim (1869–1936)
373. James C. McBride
374. James B. McCalley, Jr.
375. John W. McClaskey (?–1953)
376. John Alexander Douglas McCurdy
377. Edward Orrick McDonnell (1891–1960)
378. William M. McIlvain (?–1963)
379. George F. McLaughlin (?–1962)
380. Tenente Emil Meinecke (1892–1975)
381. George Meissner (1894–1947)
382. Russell L. Meredith (?–1965)
383. Glenn Edmund Messer (1895–1995)
384. Cord Meyer
385. Charles W. Meyers
386. Bernetta Miller (1884–1972).
387. Lestere Miller
388. Lloyd E. Miller
389. William C. Miller
390. Thomas DeWitt Milling (1887–1960)
391. Frank Mills (aviador)
392. Robert J. Minshall
393. Arthur H. Mix
394. Matilde Moisant (1878–1964)[28][29]
395. Robert S. Moore
396. Stuart A. Morgan
397. Raymond V. Morris
398. Percy George Brockhurst Morriss (1885–1944)
399. Herbert A. Munter
400. George Dominic Murray (1889–1956)
401. Edwin Charles Musick
402. George F. Myers
403. Earl L. Naiden
404. C. Edward Nelson
405. Nels J. Nelson
406. Douglas Blakeshaw Netherwood (1885–1943)
407. George Netzow (1889–1977)
408. John M. H. Nichols (?–1982)
409. Russell B. North
410. Willy Otto Ober
411. Edward Olivier
412. Earle Lewis Ovington (1879–1936)
413. George A. Page, Jr.
414. Stanley H. Page
415. Joseph Marie Pallissard (1886–1960)
416. Harry Park
417. Evan J. Parker
418. Fred F. Parker
419. Will D. Parker
420. Agustín Parlá Orduña (1887–1946)
421. Edwin Charles Parsons
422. Charles H. Paterson
423. John W. Pattison
424. Felix Wladyslaw Pawlowski (1876–1951)
425. John F. Petre
426. Luba G. Phillips
427. Elmo Neale Pickerill (1885–1968)
428. Sydney Pickles
429. Percy Pierce
430. Samuel S. Pierce (1887–1973)
431. Augustus Post (1874–1952)
432. Edwin M. Post, Jr.
433. George Birkbeck Post (1891–1960)
434. Claude Washington Pound (1885–1980)[30]
435. Clarence Oliver Prest (1896–1954)
436. Maurice L. Prévost (1887–1952)
437. Frederick H. Prime
438. Frederick H. Prince, Jr.
439. John Daniel Probst, Jr.
440. Ira J. Profitt
441. George Henry Prudden, Jr.
442. Sam A. Purcell
443. Ira A. Rader
444. Almirante DeWitt Clinton Ramsey (1888–1961)[28]
445. Alexander Rankin
446. Arthur Ray
447. Albert Cushing Read (1887–1967)
448. Charles Reed
449. Andrew Reid (1887–1955)
450. Marshall Earle Reid (1883–1967)
451. Clearton Howard Reynolds (1883–1930)[31][32]
452. Harry V. Reynolds (?–1951)
453. Harrison C. Richards
454. Holden C. Richardson (1878–1960)
455. Arthur L. Richmond
456. Howard Max Rinehart
457. Hugh Armstrong Robinson (1881–1963)
458. Jean Alfred Roche
459. Robert L. Rockwell
460. Wallace L. Rockwell
461. Bernard F. Roehrig
462. Roland Rohlfs (1892–1974)
463. Domingo Rosillo
464. Oliver Andrew Rosto (1881–1972)
465. Ralph Royce (1890–1965)
466. George F. Russell
467. Lucille Belmont Rutshaw
468. Gustavo Adolfo Salinas Camiña (1893–1964)
469. Alberto Salinas Carranza (1892–1970)
470. Bert Saunders
471. General Brigadeiro Martin Francis Scanlon (1889–1980)[33]
472. William G. Schauffer
473. Frank Schoeber
474. Rudolf William Schroeder (1886–1952)
475. Edward G. Schultz
476. Blanche Stuart Scott
477. Lyle H. Scott
478. George H. Scragg
479. William Edmund Scripps (1882–1952)
480. Howard M. Shafer
481. Castle W. Shaffer
482. Cleve T. Shaffer
483. Walter J. Shaffer
484. Robert F. Shank
485. Samuel H. Sharp
486. Benson Russell Shaw (1894–1961)
487. William H. Sheahan
488. A. P. Shirley (?–1951)
489. Charles W. Shoemaker
490. Joseph Shoemaker
491. Igor Ivanovich Sikorsky
492. Milton H. Simmons
493. Oliver G. Simmons
494. Robert Simon
495. Dorothy Rice Sims
496. Cecil R. Sinclair
497. Albert Daniel Smith (1887-1970)
498. Hilder Florentina Smith (1890–1977)
499. James Floyd Smith
500. Jay D. Smith
501. Lawton Vasque Smith (1894–1963)
502. Orval Huff Snyder (1892–1951)
503. Oscar A. Solbrig (1870-1941)
504. Sir Thomas Octave Murdoch Sopwith (1888–1989)
505. Carl Spaatz
506. Earl W. Spencer, Jr.
507. Percival Hopkins Spencer (1897–1995)
508. Thomas Eric Springer
509. Anthony Stadlman
510. William M. Stark
511. Arney P. Stenrud
512. Thomas E. Steptoe
513. John B. Stetson
514. Robert J. Stewart
515. Edward A. Stinson, Jr.
516. Katherine Stinson
517. Marjorie Stinson
518. Paul R. Stockton
519. Arthur Burr Stone (1874–1943)
520. Elmer Fowler Stone (1887–1936)
521. George Edward Stratemeyer (1890–1969)
522. John G. Stratton
523. Paul Studenski
524. Max F. Stupar (1885–1944)[34]
525. Hugo Sunstedt
526. Harry B. Suppe
527. William Fred Suppe
528. Andrew M. Surini
529. Adolph G. Sutro
530. John Redondo B. Sutton
531. Maurice Tabuteau
532. Gurdon Lucius Tarbox (1888–1971)
533. Lansing K. Tevis
534. William Thaw
535. Joseph H. Thomas
536. William T. Thomas
537. DeLloyd Thompson
538. Carl H. Thomsen
539. Charles Burrell Tibbs
540. Sam A. Tickell
541. Carter Tiffany
542. Otto William Timm (1893–1978)
543. Henry E. Toncray
544. Joseph R. Torrey
545. John Henry Towers
546. James Clifford Turpin (1886–1966)
547. Horace B. Tuttle
548. John H. Tweed
549. Ralph Hazlett Upson (1888–1968)[35]
550. George E. Van Arsdale (?–1948)
551. Clifford C. Vandivort (1893–1938)
552. Stanley I. Vaughn
553. Victor Vernon
554. John Bayard Rogers Verplanck (1881–1955)
555. Logan Archbold Vilas (1891–1976), conhecido como Jack Vilas
556. Sydney A. Vincent
557. Howard Roy Waite (1884–1978)
558. Henry W. Walden (1883–1964)
559. L. L. Walker, Sr. (1888–1960)
560. Arthur Pratt Warner (1870–1957)
561. Robert A. Warren (1882–1990)
562. Waldo Deane Waterman (1894–1976)
563. Hugh Watson
564. Clifford Lawrence Webster (1891–1980)
565. Harry J. Webster
566. Elling Oliver Weeks (1889–1956)
567. Howard F. Wehrle
568. Charles F. West (1899–1972)[36]
569. Ivan Pangburn Wheaton, Sr. (1894–1975)
570. Ray Wheeler
571. Bernard Leonard Whelan (1890–1983)
572. John Taylor Hammond Whitaker
573. George Clarke Whiting
574. Kenneth Whiting (1881–1943)
575. Kirby L. Whitsett
576. Charles D. Wiggin
577. C. Livingston Wiggin ✝
578. Paul E. Wilbur (?–1979)
579. Horace Bird Wild (1879–1940)
580. Francis Alexes Wildman (1882–1956)
581. Charles F. Willard (1883-1977)
582. William P. Willets (1890–1964)
583. George W. Williams, Jr. (?–1931)
584. Harold B. Willis
585. Hugh De Laussat Willoughby (1856–1939)
586. Frederick Joseph Wiseman (1875–1961)
587. Charles Christian Witmer (1882–1929)
588. Charles Rudolph Wittemann (1884–1967)[37]
589. Clyde Murvin Wood (1887–1967)
590. Frank Wilbur Wright (1886–1950)
591. Orville Wright (membro honorário)
592. Roderick M. Wright (1887–1960)
593. Wilbur Wright (membro honorário)
594. James Meinrad Wulpi (1889–1986)
595. Charles D. Wyman (?–1955)
596. Forrest Egan Wysong (1894–1992)
597. George E. Yeager (?–1953)
598. David H. Young (?–1978)
599. Edward H. Young (?–1948)
600. Errol Henry Zistel (1895–1968)

 - indica datas de nascimento e morte desconhecidas

 - indica uma aviadora